# Île de Bétou
Île de Bétou är en ö i floden Oubangui. Floden bildar gräns mellan Kongo-Brazzaville och Kongo-Kinshasa men det är inte definierat vilket land som öarna i floden hör till.